# Komádi
Komádi város Hajdú-Bihar vármegyében, a Berettyóújfalui járásban.

## Fekvése
A település Magyarország keleti részén, Romániához közel, Hajdú-Bihar vármegyében található. Sarkad, Biharkeresztes, Berettyóújfalu és Szeghalom nagyjából azonos távolságra helyezkednek el a településtől (25–30 km). Közigazgatásilag a városhoz tartozik Mihálytelep, Külsőiszap, Gyártelep és Dobaipuszta is.
Folyója a Sebes-Körös, ami kelet-nyugati irányban halad át a város déli részén, körülbelül 12 kilométer hosszan. Természetföldrajzi szempontból a Kis-Sárrét északi peremén, a Bihari-sík szomszédságában fekszik.
Szomszédai: észak felől Zsáka és Furta [bár utóbbival a közigazgatási területeik, kevés híján ugyan, de nem érintkeznek], kelet felől Magyarhomorog, délkelet felől Biharugra, dél felől Zsadány, délnyugat felől Körösújfalu és Vésztő, nyugat felől Újiráz és Csökmő, északnyugat felől pedig Darvas. Kevés híja van annak, hogy nem határos a területe észak felől még Vekerddel, kelet felől Körösszakállal, nyugat felől pedig Szeghalommal is.

### Megközelítése
A településen észak-déli irányban végighúzódik a Furta-Gyula közti 4219-es út, közúton ezen érhető el a legegyszerűbben mindkét végponti település, illetve a 47-es és a 44-es főutak felől is. Szomszédai közül Újirázzal a 4221-es, Körösújfaluval és Vésztővel a 4222-es, Magyarhomoroggal, Körösszakállal és Biharkeresztessel a 4215-ös út köti össze.
Közigazgatási területén áthalad a MÁV 127-es számú Körösnagyharsány–Vésztő–Gyoma-vasútvonala, amelynek legalább két megállási pontja is volt itt, Dobaipuszta megállóhely és Komádi vasútállomás; előbbi a névadó településrésztől északra, utóbbi pedig a településközponttól bő két kilométerre délre, a Sebes-Körös túlpartján. 2009. december 13-án (menetrendváltással) azonban a vasútvonal ezen szakaszán megszűnt a személyforgalom. [Még tisztázást kíván, de bizonyosnak tűnik, hogy Komádi területén volt Nagytótipuszta 1977 körül megszüntetett vasúti megállóhelye is.]

## Története
Komádit mint magyar települést 1091-ben említették először, majd 1214-ben, amikoris egyik lakosa került a Váradi regestrumba. Ekkor Comad formában jegyezték fel a település nevét. 1243-ban szintén magyar településnek említik, azonban más népcsoportok is élhettek ebben az időben a faluban. A tatárjárás idején a falut kifosztották, felégették, a népet elüldözték. A lakosok a közeli mocsárvidékre menekültek. 1351-ben már nagy faluként említették. Első ismert birtokosa az itt letelepedett Komádi család volt.
1526-ban Kis-Komádit, az akkor már nemes falunak ismert települést a törökök elpusztították. 1600 körül Tarsoly Péter, majd a nagyváradi káptalan volt a falu birtokosa. Bocskai István fejedelem 1605-ben szabad községgé tette Komádit, 1630-ban 2680 lakossal mezőváros lett, nemesi kiváltságokkal, de szabadalmait 1700-ban I. Lipót megvonta. 1715-ben a falu csaknem lakatlanná vált, miután korábban aszály sújtotta a vidéket, és ellenséges csapatok is megtámadták. Nem sokkal ezután már 63 lakosa volt, de később a pestis pusztított a faluban. A folyamatos aszályokkal küzdő lakosságot az 1800-as években négy alkalommal érte el a kolerajárvány.
1842-ben fejezték be a református templom építését. Az 1848–49-es forradalom és szabadságharcban mintegy 50 fő vett részt a faluból. 1849-ben több mint 200 hadifogoly elszállásolásáról kellett gondoskodnia a településnek.
A kiegyezés után megindították a Kótpuszta-Nagyvárad-vasútvonal építését. Az első világháború ideje alatt nagyobb események nem történtek a faluban, a hazánkba betörő román hadsereg fosztogatása sem volt számottevő. 1923 novemberében kezdődött meg az áramszolgáltatás a faluban.
Az 1925-ös árvíz áttörte a falu gátját, majd termőföldeket öntött el. A második világháborúban a község körül súlyos harcok folytak, 1944. március végén a németek megszállták a falut. Ugyanazon év október 6-án 6 napig tartó szüntelen harc kezdődött a bel- és külterületen egyaránt. Az oroszok nem szállták meg Komádit, mivel a falut elhagyó németek nyomába eredtek. 1956-ban a falun belül voltak szervezkedések, azonban harcra nem került sor. Az 1990-es években az ipari létesítmények megszűntek. 2001. július 1-jén Komádi városi rangot kapott.

## Ipara
Az 1800-as években alakult kendergyár többször gazdát cserélt, bezárt és újra kinyitott. Az idők folyamán több gyárat is hozzácsatoltak. A „Kenderfonógyárban” később bútorlapokat is gyártottak. A gyár jól működött, biztos munkahely volt a falunak, az 1980-as években nagyjából 600 munkást foglalkoztatott. Azonban az eladósodása miatt 1992-ben bezárta kapuit. A gyárat felszámolták, kevesebb, mint az értékének 10%-áért.
1991-ben a gyárak és munkahelyek megszűnése miatt egy varroda épült a faluban, amely a modern gépeken dolgoztat több mint 700 fiatalt.
A településen több malom (szélmalom, gőzmalom, hengermalom) is üzemelt, emellett áramfejlesztők és téglaégetők is voltak Komádiban. Mára ezekből már egy sem üzemel.

## Közélete

### Polgármesterei
| Időszak   | Polgármester  | Párt        |
| --------- | ------------- | ----------- |
| 1990–1994 | Szabó György  | független   |
| 1994–1998 | Szabó György  | független   |
| 1998–2002 | Szabó György  | független   |
| 2002–2006 | Pénzes László | független   |
| 2006–2010 | Pénzes László | MSZP        |
| 2010–2014 | Tóth Ferenc   | Fidesz-KDNP |
| 2014–2019 | Tóth Ferenc   | Fidesz-KDNP |
| 2019–2024 | Tóth Ferenc   | Fidesz-KDNP |
| 2024–     | Tóth Ferenc   | Fidesz-KDNP |

## Népessége
A település népességének változása:
| Lakosok száma | 5579 | 5485 | 5421 | 4990 | 4959 | 4903 | 4868 |
|               | 2013 | 2014 | 2015 | 2021 | 2022 | 2023 | 2024 |

2001-ben a település lakosságának 95%-a magyar, 5%-a cigány nemzetiségűnek vallotta magát.
A 2011-es népszámlálás során a lakosok 77,5%-a magyarnak, 7,1% cigánynak, 0,2% németnek, 0,2% románnak mondta magát (22,3% nem nyilatkozott; a kettős identitások miatt a végösszeg nagyobb lehet 100%-nál). A vallási megoszlás a következő volt: római katolikus 5,1%, református 38,9%, evangélikus 0,7%, görögkatolikus 0,3%, felekezeten kívüli 24,5% (29,6% nem válaszolt).
2022-ben a lakosság 91,3%-a vallotta magát magyarnak, 4% cigánynak, 0,2% németnek, 0,2% románnak, 0,1% ukránnak, 0,1% ruszinnak, 1,3% egyéb, nem hazai nemzetiségűnek (8,7% nem nyilatkozott; a kettős identitások miatt a végösszeg nagyobb lehet 100%-nál). Vallásuk szerint 31,7% volt református, 3% római katolikus, 0,4% görög katolikus, 0,8% egyéb keresztény, 0,4% egyéb katolikus, 0,6% evangélikus, 0,1% ortodox, 19,4% felekezeten kívüli (43,5% nem válaszolt).

## Nevezetességei
A Hősök terén álló református temploma 1842-ben épült a korábbi, 1839-ben leégett templom helyén. Berendezése is a 19. századból való. Közelében áll az 1848–1849-es emlékmű, Győrfi Lajos szobrászművész alkotása.
1552-ben készült az a nemesi tarsoly, amelynek rákmotívumos díszítése szolgált alapul a később kialakult, komádi rákos hímzés néven ismert, csak itt jellemző díszítőművészeti stílusnak. Már a 18. század elejéről ismertek rákos hímzéssel készült úrasztali terítők. A motívum terjedését elősegítette, hogy Komádi lakossága hagyományosan rákászatáról vált ismertté, egyik fő bevételi forrásuk lett, és így kerülhetett be a rák a település korábbi címerébe is.
Az ismert források szerint 1891-ben rendezték meg az első komádi vásárt. Hamar nagy híre lett, mivel nem csak mindennapi eszközök, hanem állatok is gazdát cseréltek. Szinte minden vásárnál tele volt a vásártér, Erdélyből is rendszeresen érkeztek vevők és kereskedők. A vásár hamar kinőtte a vásárteret, áthelyezték a malom és a védgát között lévő hatalmas legelőre. 1939-től ez lett a komádi vásár végleges helye. A korábbi vásártér helyén 1938-ban megépítették a Horthy Miklós népiskolát és a tanítói lakásokat, ebédlőt és hálótermeket is magában foglaló népiskolai nevelőintézetet (az országban az első ilyen jellegű intézményt).
A komádi tévétorony 1968-ban épült, Magyarország egyik legmagasabb vasbeton-szerkezetű épülete, hivatalos magassága 185,5 méter. A torony alapja 5 méteres mélységű, 21,5 méter sugarú betonlap, ami az egész szerkezet stabilitását biztosítja. Közreműködésével valósul meg Kelet-Magyarország digitális és analóg rádió-televízió műsorszórási lefedése. Ma az Antenna Hungária Rt komádi tévéállomása.

## Híres emberek
- Itt született 1859. december 15-én Sulyok István, a Királyhágómelléki Református Egyházkerület első püspöke.
- Itt született 1888-ban Ötvös Béla író, hírlapíró, szerkesztő, lapkiadó.
- Itt született 1891-ben G. Váczi Lajos magyar gazdálkodó, kisgazda politikus, országgyűlési képviselő.
- Itt született 1908. szeptember 20-án Házi Árpád szabómunkás, kommunista politikus, belügyminiszter.
- Itt született 1962. október 9-én Varga Éva Jászai Mari-díjas magyar színésznő
- Itt született 1971. október 2-án Balázs Gyula (Kowalsky) szövegíró, énekes, a Kowalsky meg a Vega alapítója és frontembere.